# Anoa
Anoa je nejmenší a zároveň vývojově nejstarší z dosud žijících turů. Dorůstá kohoutkové výšky 70 až 90 cm a hmotnosti 180 až 270 kg. Délka těla se pohybuje kolem 160 cm. Trup je oválný, nohy štíhlé. Rohy krátké, rovné, trojúhelníkového či oválného průřezu. Výskyt je omezen na indonéský ostrov Celebes, přičemž větší, tmavý a hojnější anoa nížinný obývá údolí, zatímco drobnější, světleji zbarvený a vzácnější anoa horský pohoří střední a jižní části ostrova. Anoa horský má mnohem hustší, v mládí téměř vlnitou srst, zatímco anoa nížinný má srst tuhou a řídkou, často s bílou kresbou na hrdle a hlavě. Anoa nížinný má také silnější a poněkud delší rohy. V současnosti bývají oba poddruhy někdy klasifikovány i jako samostatné druhy.

## Chov v zajetí

### Anoa nížinný
- Zoo Praha
- ZOO Ústí nad Labem

### Anoa horský
- do roku 2010 byl chován v Zoo Děčín